# Christie Sym
Christie Sym (* 6. Dezember 1983) ist eine ehemalige Triathletin aus Australien.

## Werdegang
Ihr Spitzname ist „Syms“. Sie ist zweifache Junioren-Staatsmeisterin.
Im Dezember 2009 wurde Christie Sym Zweite bei ihrem ersten Start auf der Ironman-Distanz (3,86 km Schwimmen, 180,2 km Radfahren und 42,195 km Laufen).
Nach einer Verletzung musste sie ihre Profi-Karriere 2012 beenden und für zwei Jahre pausieren. Im August 2014 startete sie wieder erfolgreich bei der Challenge Gold Coast und belegte den 14. Rang. Seit 2015 tritt sie nicht mehr international in Erscheinung.
Sie lebt mit ihrem Partner, dem Triathleten Bryan Rhodes (* 1973), in Sydney.

## Sportliche Erfolge
| Datum/Jahr    | Rang | Wettbewerb                       | Austragungsort | Zeit     | Bemerkung                                                                                    |
| ------------- | ---- | -------------------------------- | -------------- | -------- | -------------------------------------------------------------------------------------------- |
| 1. Feb. 2015  | 2    | Challenge Melbourne              | Melbourne      | 04:26:38 |                                                                                              |
| 24. Aug. 2014 | 14   | Challenge Gold Coast             | Gold Coast     | 03:07:38 | auf der Halbdistanz                                                                          |
| 19. Feb. 2012 | 3    | Ironman 70.3 Colombo             | Colombo        | 04:36:38 | Dritte bei der Erstaustragung                                                                |
| 18. Sep. 2011 | 1    | Ironman 70.3 Cancún              | Cancún         | 04:40:31 | Siegerin auf der halben Ironman-Distanz (1,9 km Schwimmen, 90 km Radfahren und 21 km Laufen) |
| 11. Sep. 2011 | 9    | Ironman 70.3 World Championships | Henderson      | 04:36:52 |                                                                                              |
| 17. Juli 2011 | 1    | Ironman 70.3 Racine              | Racine         | 04:28:54 | [ 2 ] [ 3 ]                                                                                  |
| 2010          | 4    | Ironman 70.3 Racine              | Racine         |          |                                                                                              |

| Datum/Jahr    | Rang | Wettbewerb                        | Austragungsort | Zeit     | Bemerkung                                             |
| ------------- | ---- | --------------------------------- | -------------- | -------- | ----------------------------------------------------- |
| 19. Mai 2012  | 7    | Ironman Texas                     | The Woodlands  | 09:55:56 |                                                       |
| 12. März 2011 | 14   | Abu Dhabi International Triathlon | Abu Dhabi      | 08:10:16 | 3 km Schwimmen, 200 km Radfahren und 20 km Laufen     |
| 15. Jan. 2011 | 3    | Challenge Wanaka                  | Wanaka         |          | im Mount-Aspiring-Nationalpark                        |
| 29. Aug. 2010 | 5    | Ironman Canada                    | Penticton      | 09:41:30 |                                                       |
| 5. Dez. 2009  | 2    | Ironman Western Australia         | Busselton      | 09:20:41 | Zweite bei ihrem ersten Start auf der Ironman-Distanz |

(DNF – Did Not Finish)